# Zweetziekte
De Engelse zweetziekte of zweetkoorts was een meestal dodelijke infectueuze ziekte, vermoedelijk veroorzaakt door een hantavirus. De ziekte brak tijdens de zomermaanden uit en stopte weer als de winter naderde. Veel slachtoffers overleden binnen 24 uur.

## Engeland
Van 1485 tot 1551 kwam de zweetziekte in Engeland voor, vandaar dat zij vaak de Engelse zweetziekte genoemd wordt.
Van 8 augustus tot eind oktober 1485 werd Engeland voor de eerst keer getroffen door de 'Sudor Angelicus' oftewel de Engelse zweetziekte. In Londen werd de ziekte pas op 21 september geconstateerd, kort na de triomfmars van Henry Tudor, graaf van Richmond, na de slag van Bosworth Field.
In 1490 beschreef de Engelse arts Thomas Forestier, zelf ook patiënt, de ziekte. De oorzaak werd gezocht in algemene smerigheid. Kenmerken waren hoofdpijn, spierpijn, koorts, overvloedig zweten en ademnood. In 1508, 1517, en 1528 kwam de infectieziekte als epidemie terug. In 1551 brak de epidemie voor het laatst in Engeland uit, ditmaal in Shrewsbury aan de Severn. Het weer was vochtig en nevelachtig, waardoor de ziekte zich snel verspreidde en op 8 juli Londen bereikte. Het einde van de epidemie was rond 30 september.
In 1552 werd de ziekte beschreven door Jan Caius, voorzitter van het Royal College of Physicians in Londen.

## Continentaal Europa
De ziekte kwam in 1524 ook in Italië voor. In Milaan vielen 50.000 slachtoffers.
In 1528 kreeg Janus Secundus, die toen net in Mechelen woonde maar bij zijn grootouders op Walcheren logeerde de ziekte, maar overleefde. In september 1529 bereikte de ziekte de stad Antwerpen, waarbij ongeveer 400 burgers overleden inclusief burgemeester Aert van Lierde. De geestelijkheid organiseerde een speciale biddag en een processie op Sint-Michielsdag, waarna de ziekte verdween. In Den Haag duurde de epidemie van de ziekte van 1529 - 1531 en decimeerde daar de bevolking.
In 1562 heerste de ziekte in Holland (o.a. in Den Haag), Duitsland, Frankrijk en Italië. Bij het Franse leger vielen veel slachtoffers waardoor zij bij Napels verslagen werden.
In Noord-Frankrijk dook in het begin van de 18de eeuw de ziekte weer op in Picardië (de Picardische zweetziekte) en trok naar het zuiden van Frankrijk. In ruim 150 jaar waren bijna 200 uitbraken. Vanaf 1755 dook de ziekte ook op in Italië, en in 1801 ook weer in Duitsland. Deze variant was minder dodelijk. 
In 1806 werd Noord-Brabant door de ziekte getroffen. Koning Lodewijk, de nieuwe koning van Holland, bezocht de slachtoffers in Aarle, was geschokt door het lijden en stuurde op eigen kosten de beste artsen naar de getroffen streek. Een paar weken later al was de epidemie bedwongen.

## Overleden aan de zweetziekte
Bekende slachtoffers van de zweetziekte waren:
- 1502: Arthur Tudor, prins van Wales
- 1528: William Carey, echtgenoot van Mary Boleyn
- 1529: Aert van Lierde, burgemeester van Antwerpen, en 400 inwoners
- 1678: Jacob Jordaens en zijn dochter